# أميرة العلكة
أميرة العلكة هي شخصية خيالية في مسلسل الرسوم المتحركة وقت المغامرة على كرتون نتورك.

## المظهر
لدى أميرة العلكة جلد وردي فاتح، شعر «علكة» أرجواني وردي وترتدي عادةً في نفخة الأكمام التي تدفق ثوب ووردي غامق مع تقليم وردي في الأكمام، تقليم الأرجواني في طوق مغرفة الرقبة.

## روابط خارجية
- فين على موقع ميوزك برينز (الإنجليزية)